# ソンゲタトマシ
ソンゲタ トマシ（SOQETA Tomasi、1983年8月16日 - ）は、日本のラグビー選手。

## プロフィール
- フィジー出身[1]。
- ポジションはナンバーエイト(No8)、フランカー(FL)。
- 身長 190cm、体重 112kg
- ニックネームはTomasi。
- フィジー代表に選ばれたことがある[2]。

## 略歴
10歳からラグビーを始めた。
ウェズレイカレッジ、アルマヴィヴァカピトリーナを経て、2008年、サントリーサンゴリアス(現・東京サントリーサンゴリアス)に加入。同年9月5日に行われたジャパンラグビートップリーグ第1節の三洋電機ワイルドナイツ戦にて先発出場で日本での公式戦初出場を果たす。
2010年、キヤノンイーグルス(現・横浜キヤノンイーグルス)に加入。
2013年、Honda Heat(現・三重ホンダヒート)に加入。
2020年、日本製鉄釜石シーウェイブスに加入。
2022年、釜石シーウェイブスRFCを退団した。